# Luis Prades Perona
Luis Prades Perona (Castellón de la Plana, 18 de octubre de 1929) es un pintor, escultor y promotor cultural español, destacado artista de la vanguardia española de postguerra.

## Biografía
Hijo de una familia acomodada de Castellón, después formarse en dibujo y modelado en su ciudad natal, estudió como becario en el Instituto Francés en París. Inició su andadura personal como pintor en Valencia, con una exposición en la Sala Mateu donde acudió en varias ocasiones. Hacia finales de los años 1950 se vincula al Grupo Parpalló por un breve espacio de tiempo, y al efímero Movimiento Artístico Mediterráneo (1956-1961). Su obra se ha expuesto fundamentalmente en la provincia de Castellón y el resto de la Comunidad Valenciana, aunque también ha estado presente en Cataluña (Cercle Maillol), Francia muy especialmente, Portugal y distintos países latinoamericanos. Como gestor, se destaca su impulso a la segunda época del Ateneo de Castellón, del que fue presidente quince años (1965-1980). Entre los premios recibidos se encuentran la medalla de plata en el primer Concurso Nacional de Pintura (Alicante, 1953), Premio Diario España de Tánger (Sitges, 1959), la Medalla Jean Bart (Dunkerque) o la medalla de la Ciudad de París que le otorgó Jacques Chirac en 1993. Académico correspondiente desde 1991 de la Real de San Carlos y miembro del Consejo Valenciano de Cultura, su obra se puede encontrar expuesta en el Museo de Arte Contemporáneo Vicente Aguilera Cerní de Villafamés.